# Limnocentropus borneonius
Limnocentropus borneonius är en nattsländeart som beskrevs av Georg Ulmer 1930. Limnocentropus borneonius ingår i släktet Limnocentropus och familjen Limnocentropodidae. Inga underarter finns listade i Catalogue of Life.